# Shlomi Ayubi
Shlomi Ayubi es un deportista israelí que compitió en vela en la clase Mistral. Ganó una medalla de bronce en el Campeonato Europeo de Mistral de 2006.

## Palmarés internacional
| \| Campeonato Europeo \| Campeonato Europeo \| Campeonato Europeo \| Campeonato Europeo \| \| Año \| Lugar \| Medalla \| Clase \| \| ------------------ \| ------------------ \| ------------------ \| ------------------ \| \| 2006 \| Palermo (Italia) \| Medalla de bronce \| Mistral \| |                  |                   |         |
| Campeonato Europeo |                  |                   |         |
| Año | Lugar            | Medalla           | Clase   |
| 2006 | Palermo (Italia) | Medalla de bronce | Mistral |